# Pavel Stastny
Pour les articles homonymes, voir Šťastný.
Pas d'image ? Cliquez ici

a Compétitions nationales et continentales officielles uniquement.

b Matchs officiels uniquement.
Dernière mise à jour le 1 mai 2025.
Pavel Stastny, ou Pavel Šťastný, né le 6 février 1980 à Prague (Tchécoslovaquie), est un joueur international tchèque de rugby à XV, jouant au poste de pilier droit.

## Biographie

### Jeunesse et formation
Pavel Stastny naît à Prague, en Tchécoslovaquie. Il pratique le rugby à XV comme son père, car sous le communisme, le hockey sur glace et le football étaient réservés aux enfants favorisés et aux soutiens du parti communiste, or, sa famille y était opposée. En 2000, il quitte son pays pour la Nouvelle-Zélande, où il reste un an, puis rejoint le Biarritz olympique l'année d'après. Il joue un an avec les espoirs, puis s'engage au Castres olympique où il fait de même.

### Carrière en club
Pavel Stastny commence sa carrière en 2003 au RC Vichy, puis joue pour l'US l'Isloise et Lombez Samatan, avant de découvrir le monde professionnel avec le CA Lannemezan qui est promu en Pro D2 en 2009,. Il poursuit sa carrière avec le CA Périgueux et s'engage avec l'Avenir valencien en 2012, afin de remplacer Brahim Baffou, parti au CA Saint-Étienne,.
Enfin, il rejoint le Soyaux Angoulême XV en 2013, avec qui il est dans un premier temps champion de Fédérale 2 en 2014, puis monte en Pro D2 en 2016. Avec ce club, il joue 72 matchs en quatre ans, avant de prendre sa retraite en 2017.

### Carrière internationale
Pavel Stastny honore sa première cape internationale en équipe de République tchèque le 8 mars 2003 contre l'équipe du Portugal.
Durant sa carrière, il représente son pays à quatorze reprise et inscrit deux essais.

## Statistiques en équipe nationale
- 14 sélections avec la République tchèque de 2003 à 2007
- Sélections par année : 5 en 2003, 4 en 2004, 2 en 2005, 2 en 2006, 1 en 2007

## Palmarès
- Soyaux Angoulême XV
  - Vainqueur du Championnat de France de Fédérale 2 (quatrième division) en 2014